# Пси (слово)
Пси (велико Ψ, мало ψ; грч. ψι) 23. је слово модерног грчког алфабета. У грчком нумеричком систему има вредност 700.
У српском језику слово пси се транскрибује као пс (ψυχή [психи] — душа, психа).
Историјски гледано слово пси је новија творевина грчког језика и не вуче порекло из феничанског писма. Изворни облик слова пси је био део старословенског писма.

## Употреба у науци
- таласну дужину у квантној механици;
- водни потенцијал;
- велико и мало пси су често симбол за психологију.